# Norma Shearer
Edith Norma Shearer (Mont-real, Quebec, 10 d'agost de 1902 − Woodland Hills, 12 de juny de 1983) va ser una actriu quebequesa nacionalitzada estatunidenca. Va ser una de les actrius més populars a Amèrica del Nord des de meitat de la dècada de 1920 fins a la dècada de 1930. Va guanyar un Oscar a la millor actriu l'any 1930 per la seva pel·lícula The Divorcee. Shearer és àmpliament coneguda per ser una de les feministes pioneres en el cinema.

## Biografia

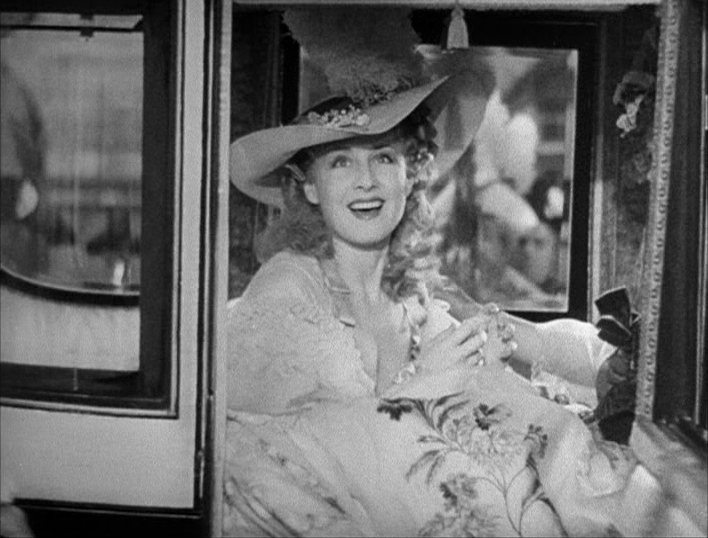
Shearer com Maria Antoineta a Maria Antonieta

La infantesa de Shearer va transcórrer a Mont-real. El seu pare era una acabalat constructor, però era propens a la depressió maníaca, mentre que la seva mare es va tornar addicta a l'heroïna. En el seu novè aniversari, després de veure un vodevil, Norma anuncià la seva intenció de fer-se actriu. El gener de 1922 les tres dones de la família Shearer arribaren a Nova York.
La presentació a Ziegfeld va ser desatrosa perquè trobaren lletja a Norma. Després acudí a Universal Pictures, on buscaven 8 noies maques per fer d'extres, i ella va aconseguir ser la vuitena. Shearer es presentà ella mateixa al director, D. W. Griffith, i a conseqüència de l'entrevista va fer-se un tractament d'exercicis, amb un metge pioner en l'especialitat, per a corregir l'alineació incorrecta dels ulls i la seva visió deficient, que tant Ziegfeld com Griffith li havien criticat.
Finalment, un any després de la seva arribada a Nova York, aconseguí un paper en una pel·lícula de la sèrie B (The Stealers) quan encara eren pel·lícules mudes. El productor Hal Roach de Hollywood s'hi va fixar l'any 1923 i li va fer una oferta per treballar a la productora Louis B. Mayer Pictures, regida per Louis B. Mayer.
Shearer va ser nominada pels Oscar com a millor actriu en sis ocasions. Té una estrella en el Hollywood Walk of Fame, al 6636 Hollywood Boulevard.

## Filmografia
| - The Star Boarder (1919) - The Flapper (1920) - Way Down East (1920) - The Restless Sex (1920) - Torchy's Millions (1920) - The Stealers (1920) - The Sign on the Door (1921) - The Leather Pushers (1922) - The End of the World (1922) - The Man Who Paid (1922) - Channing of the Northwest (1922) - The Bootleggers (1922) - A Clouded Name (1923) - Man and Wife (1923) - The Devil's Partner (1923) - Pleasure Mad (1923) - The Wanters (1923) - Lucretia Lombard (1923) - The Trail of the Law (1924) - The Wolf Man (1924) - Blue Water (1924) - Broadway After Dark (1924) - Broken Barriers (1924) - Empty Hands (1924) - Married Flirts (1924, cameo) - He Who Gets Slapped (1924) - The Snob (1924) - 1925 Studio Tour (1925) - Excuse Me (1925) - Lady of the Night (1925) - Waking up the Town (1925) - Pretty Ladies (1925) - A Slave of Fashion (1925) - The Tower of Lies (1925) - His Secretary (1925) - The Devil's Circus (1926) - Screen Snapshots (1926) - The Waning Sex (1926) - Upstage (1926) - The Demi-Bride (1927) - After Midnight (1927) - The Student Prince in Old Heidelberg (1927) - The Latest from Paris (1928) - The Actress (1928) - Voices Across the Sea (1928) - A Lady of Chance (1928) | - The Trial of Mary Dugan (1929) - The Last of Mrs. Cheyney (1929) - The Hollywood Revue of 1929 (1929) - Their Own Desire (1929) - The Divorcee (1930) - Let Us Be Gay (1930) - Jackie Cooper's Birthday Party (1931) - Strangers May Kiss (1931) - The Stolen Jools (1931) - A Free Soul (1931) - Private Lives (1931) - The Christmas Party (1931) - Smilin' Through (1932) - Strange Interlude (1932) - Riptide (1934) - The Barretts of Wimpole Street (1934) - Romeo and Juliet (1936) - Marie Antoinette (1938) - Hollywood Goes to Town (1938) - Idiot's Delight (1939) - The Women (1939) - Escape (1940 film) (1940) - We Were Dancing (1942) - Her Cardboard Lover (1942) |

## Premis i nominacions

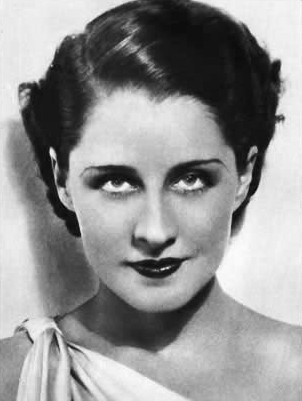

### Premis
- 1930. Oscar a la millor actriu per The Divorcee
- 1938. Copa Volpi per la millor interpretació femenina per Maria Antonieta

### Nominacions
- 1930. Oscar a la millor actriu per Their Own Desire
- 1931. Oscar a la millor actriu per A Free Soul
- 1935. Oscar a la millor actriu per The Barretts of Wimpole Street
- 1937. Oscar a la millor actriu per Romeo and Juliet
- 1939. Oscar a la millor actriu per Maria Antonieta

## Referències

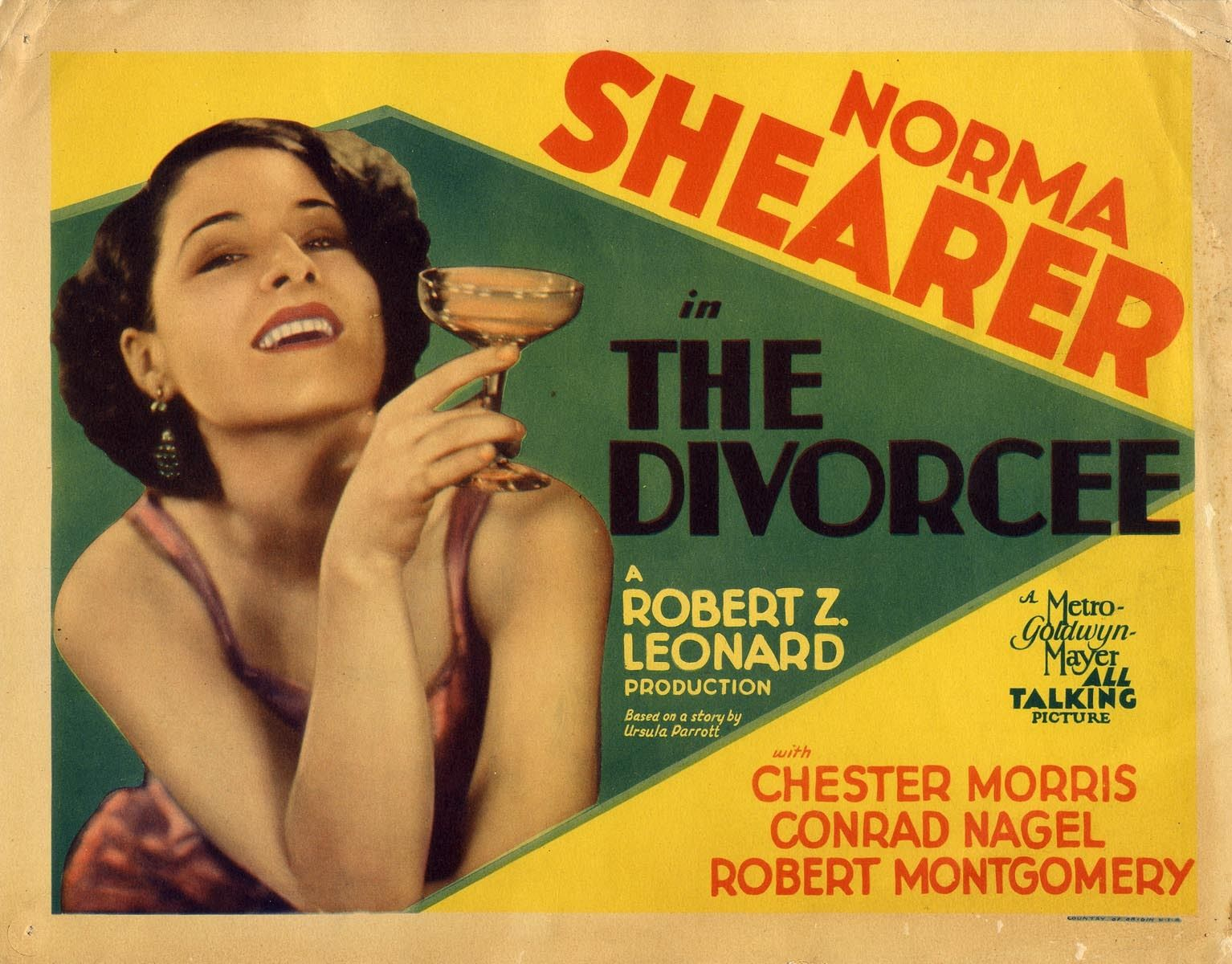
The Divorcee (1930)